# 六軒事故
六軒事故（ろっけんじこ）は、1956年（昭和31年）10月15日に三重県一志郡三雲村（現・松阪市）の参宮線（現・紀勢本線）六軒駅で発生した列車衝突事故である。

## 六軒事故の事故概要

事故発生のプロセス

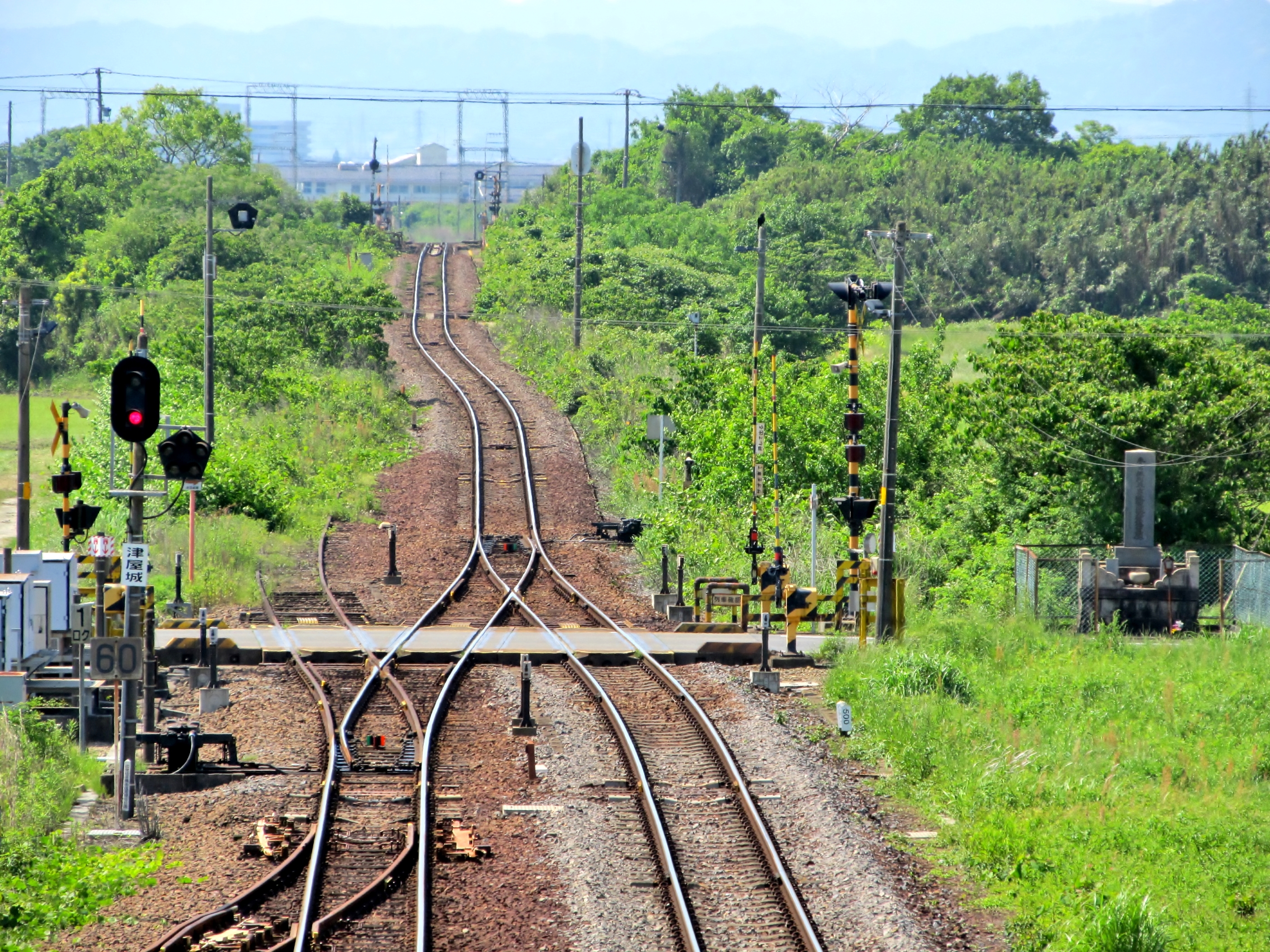
列車が突っ込んだ鳥羽方面の安全側線。踏切傍の石碑は慰霊碑。

1956年10月15日18時22分、所定ダイヤでは六軒駅を通過する名古屋発鳥羽行き下り快速列車第243（C51形蒸気機関車重連（C51 203 + C51 101）牽引。客車9両）の機関士・機関助士が、遅れによるダイヤ調整のため「注意」現示になっていた通過信号機（場内信号機の下に設置されており、「注意」現示なら駅構内で停車しなければならない）を見落とし、列車は所定通過速度約58 km/h のまま駅構内に進入した。そしてホーム先端の通票授器にタブレットがなく、出発信号機も停止現示であったことに気付き、慌てて非常制動をかけたが間に合わず、列車は安全側線に突っ込み脱線。
補機と本務機は線路から外れて畑に転落したが、後続の客車が本線上にはみ出るかたちで停止した。約20秒後に、ほぼ定刻通り運転していた対向の鳥羽発名古屋行き上り快速列車第246（C57形蒸気機関車C57 110とC51形蒸気機関車C51 172の重連牽引。客車11両）が約55 km/h で進入し、はみ出ていた下り列車の客車に衝突、これを破壊しながら機関車と客車が脱線転覆した結果、42名の死者、94名の重軽傷者を出す惨事となった。
この事故により、下り快速列車に乗車中で、修学旅行の往行にあたっていた東京教育大学附属坂戸高等学校（現在の筑波大学附属坂戸高等学校）の生徒たちが多数犠牲になってしまった。横転した蒸気機関車のボイラーから漏れた熱湯を浴びて、ひどい火傷を負った者もいた。
なお、名古屋と伊勢との間には近鉄名古屋線・山田線が既に開業していたが、当時の修学旅行では関西本線・参宮線を利用するのが一般的であった。 理由は以下の通り。
- 名古屋線が狭軌[注釈 2]、山田線が標準軌のため軌間が異なり直通運転が不可能
- 一方の国鉄は鳥羽まで直通運転が可能
- 国鉄の方が運賃が低廉

東日本方面から伊勢方面への修学旅行で近鉄を利用するようになったのは、山田線と志摩線を接続する鳥羽線が開業した1970年代からである。
当日は伊勢神宮の大祭が開催されていたことで、大勢の人出があり、朝から列車運行が遅れがちであった。
この事故では安全側線に進入したのち本線側に脱線、支障したため安全側線の効果を発揮することができなかった。

## 事故の調査と疑念
事故の原因については、機関士の信号誤認なのか、それとも駅員の信号操作の遅れなのかが争点になった。
裁判で、下り快速列車の機関士は「通過信号は進行現示だった」と主張した。一方、六軒駅の信号掛は「通過信号機は注意現示だった」と主張し、真っ向から対立した。
本来のダイヤでは下り快速列車は六軒駅を通過し、次の松阪駅で上り快速列車と行き違う予定であった。しかし事故当日は下り快速列車が遅れていたため、上り快速列車の名古屋駅での接続を考え、急遽、六軒駅での行き違いへの変更を運転指令所が決め、それを受けた六軒駅の駅長が信号現示などの変更操作を行っていた。六軒駅では、下り快速列車に対して高茶屋駅からの要請で閉塞の承認を与え、松阪駅との閉塞承認も得て、いったんは所定の通過扱いで準備していたところ、後から行き違い変更のための対応を求められたかたちとなった。一方、下り快速列車の機関士は、当時は列車無線の設備がないため、通過信号機の注意現示に従って駅に臨時停車し、駅長から行き違い変更の連絡を受けるほかにダイヤの変更を知る方法がなく、事故に至るまで六軒駅での行き違いの変更を知らず、本来のダイヤ通り六軒駅を通過する認識であった。
駅によるこの信号現示の変更操作と機関士の信号確認との時間関係が問題となった。捜査では、臨時行き違い変更の指令を駅が受け取り、通過信号機を「注意」、出発信号機を「停止」に変えた時には、列車は既にこの通過信号機の確認喚呼位置まで来ていたとされた（しかし、この捜査結果は、上り対向列車がすでに松阪駅を出発しているにもかかわらず通過信号機および出発信号機がこの時点まで「進行」現示であったことになり、疑念が残る状態となっている）が、直接の物証がないまま、長期にわたり争われた結果として、機関士の信号誤認が原因であるとの判決となった。当該機関士と機関助士は執行猶予つきの禁錮刑となった。
また、後日の事故再現で、重連では非常制動が3 - 4両目の客車までしか伝わらない特性が改めて見いだされた。非常制動が掛けられた際、ブレーキ管圧力の減圧が2両目の機関車の長さだけ伝わるのが遅れるのである。それによって列車の制動距離が100 m ほど延び、止まりきれなかったことも事故の一因とされた。
そもそもこの現象は、戦前からたびたび指摘されてきているものであり、重連運転が常態の上越線清水トンネル前後のEF12や北陸本線DD50などでは、ブレーキ管の急減圧を感知したらブレーキ管を直ちに急排気して非常減圧の伝達を促進するE吐出弁（急動弁）を設け、非常制動が全車両に行き渡るように改造していたが、全国には徹底していなかった。しかしそれによる管理側の責任は問われなかった。

## 事故対策
この事故を機に、国電（国鉄電車）区間を中心に用いられていた、自動列車停止装置（ATS）の前身ともいえる車内警報装置を全国の主要幹線に設置する方針が決定された。また信号機の自動化や色灯化などの対策も実施された。
しかしその整備を進めていた矢先の1962年（昭和37年）に三河島事故が発生したのを機に、自動的に列車を停止させる機能が付加されたATSへと整備方針が切り替えられた。
また、この事故で横転した蒸気機関車のボイラーから漏れた熱湯を浴びたことによる死傷者が多かったことから、根本的な対策として蒸気機関車を全廃して動力を電気や内燃動力に切り替える動力近代化計画が打ち出されることになり、1975年度末までに国鉄から通常の定期運行の蒸気機関車は全廃された。

## その他

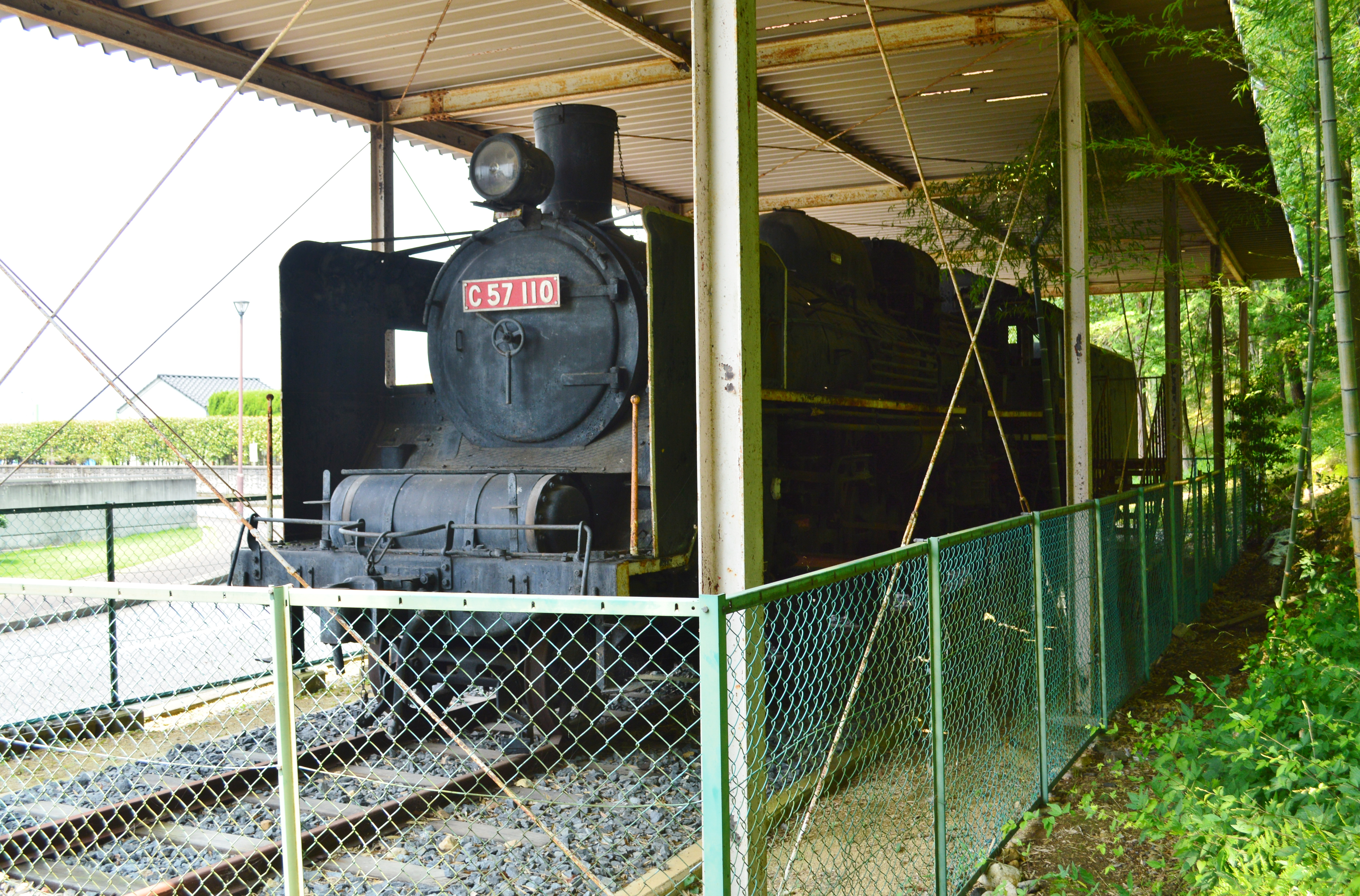
事故後復旧されたC57110

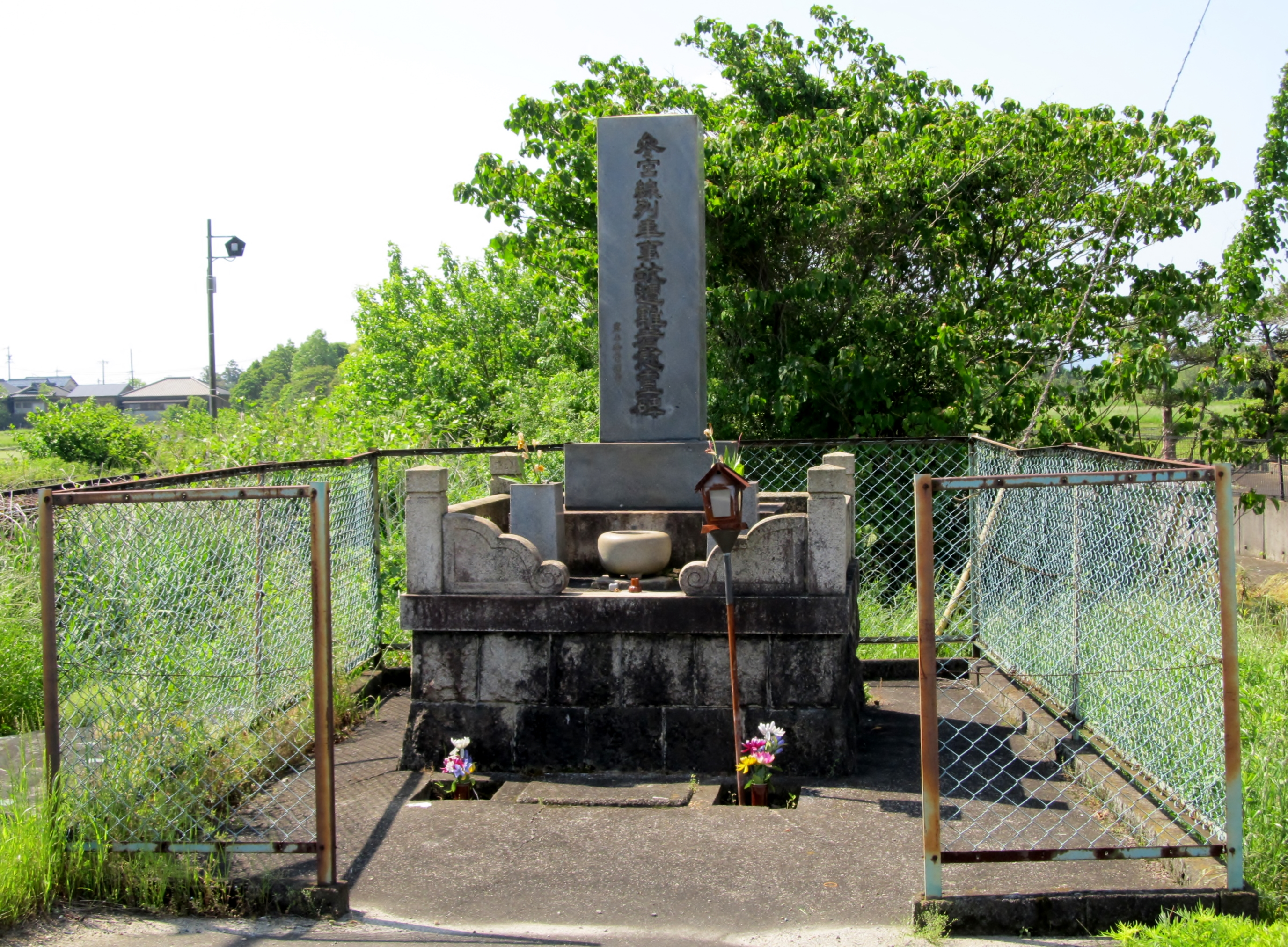
事故現場付近に設置されている慰霊碑

- 前年の1955年（昭和30年）5月11日には紫雲丸事故で大勢の修学旅行生が巻き込まれ犠牲になった。また、これ以外にも以下の様に修学旅行絡みの事故が多発、修学旅行の安全性について論議が起こった。
  - 1955年5月14日 - 岩手県北上市で修学旅行バスが川に転落し、12名が死亡・31名が重軽傷（北上バス転落事故）。
  - 1955年5月17日 - 東海道本線東田子の浦駅で修学旅行列車と米軍トレーラーが衝突、発火性塗料に引火し33名が重軽傷（東海道本線東田子の浦列車衝突事故）。
  - 1955年5月17日 - 福岡県柳川市で修学旅行のバスが突然発火、29名が負傷。
- 対向列車（上り快速列車）を牽引していて脱線車両に突っ込んだC57 110は、事故後に補修され亀山機関区に所属していたが、引退後に和歌山県の橋本駅構内に展示され、現在は橋本市の橋本運動公園に保存されている。なおC51 101、C51 172、C51 203の3両は事故時点で既に製造後30年を経過していた老朽機であったことから復旧はなくのちに事故廃車となった。
- 事故現場となった六軒駅南側にある津屋城踏切に「参宮線列車事故遭難者慰霊碑」が建立されている。